# Muzeopedagogika
Muzeopedagogika (muzejní pedagogika, anglicky museum pedagogy) je sociální věda, která se zabývá muzejní edukací. Muzejní edukace znamená výchovu a vzdělávání v prostředí muzea. Lze ji také pojímat jako výchovu muzeem, k muzeu, a z muzea vycházející. Muzeum svým edukačním působením prostupuje formálním, neformálním a informálním vzděláváním.
Muzejní pedagogika se zaměřuje na všechny aspekty využívání muzejních sbírek pro výchovně-vzdělávací činnost. K tomu se muzea zavazují v ICOM definici muzea. V kontextu muzealizace se muzejní pedagogika váže k prezentaci sbírkových předmětů. Z muzeologického hlediska se jedná o jednu z tzv. specializovaných muzeologií. Specializované muzeologie jsou disciplíny, které spadají pod muzeologii, ale čerpají z dalších vědních oborů. Muzejní pedagogika je úzce propojena s pedagogickými vědami. Čerpá z pedagogiky volného času, speciální pedagogiky, sociální pedagogiky, didaktiky a dalších.

## Vnitřní struktura muzejní pedagogiky
Muzejní pedagogika je zastřešující pojem pro řadu subdisciplín. V první řadě dělíme muzejní pedagogiku na historickou muzejní pedagogiku, metodologii muzejní pedagogiky a obecnou muzejní pedagogiku.
Historická muzejní pedagogika řeší vývoj se zaměřuje na zkoumání muzejně-edukačního fenoménu. Vychází z historické muzeologie a jejích poznatků. Metodologie muzejní pedagogiky přináší empirické výzkumy v oblasti muzejní pedagogiky. Obecná muzejní pedagogika se zaměřuje na teoretickou rovinu muzejní edukace. Má vlastní vnitřní systém a dále se štěpí například na muzejní didaktiku, muzejní inkluzivní pedagogiku, muzejní andragogiku, muzejní geragogiku, oborové muzejní pedagogiky a didaktiky a další.

## Dějiny muzejní pedagogiky
Počátky snahy o vzdělávání v muzeích sahají až do antiky. Antická muzea, zvané museiony, měla výrazně edukační charakter. Fungovala jako komplexní vědecké, výzkumné a vzdělávací instituce.
Středověké sbírky naopak edukační charakter neměly. Pokladnicové sbírky (6. až 13. století) měly především reprezentovat jejich majitele, podobně jako kabinetní sbírky spadající do další éry sběratelství (14. až 17. století). Samuel Quiccheberg však v této éře přichází s příručkou Nápisy nejvyššího divadla (Inscriptiones vel Tituli Theatri Amplissimi), v níž nastínil průlomové myšlenky v oblasti edukace s pomocí sbírek (pracoval se sbírkou Albrechta V.). Významnou osobnost představuje také jeho současník J. A. Komenský. Jeho plán spočíval ve zřízení speciálního zařízení, které by sloužilo ke vzdělávání a výchově širokých vrstev a plnilo by i další muzejní funkce. Takové muzejní zařízení by neslo název zahrada utěšené podívané. Komenský považoval za přínosné předvádět žákům učivo ve formě sbírkových předmětů.
K zakladatelům novodobé muzejní pedagogiky v 19. století patří Emil Adolf Rossmüler. Jeho myšlenkou bylo přírodovědné muzeum využívané k přírodovědnému vzdělávání. Další významnou osobností je John Dewey. Dewey propagoval myšlenku zřídit v centru školy muzeum. Problematikou spolupráce muzea se školou se zabýval i Adolf Reichwein. Kromě Deweyho zasáhl do vývoje muzejní pedagogiky ještě konstruktivista George E. Hein. Ten podal ucelené pojetí o implementaci konstruktivistických postupů do muzejní edukace.
Pojem muzejní pedagogika poprvé použil K. H. Jacob-Friesen v roce 1934 ve své stati Kulturně-historická muzea a škola. K většímu rozvoji muzejní pedagogiky ve světě došlo právě v průběhu 20. století. V českém prostředí byl vývoj pomalejší vlivem tehdejších politických režimů. K největšímu rozvoji tak došlo až po roce 1989.

## Představitelé muzejní pedagogiky v České republice
Průkopníkem edukace v muzeích v druhé polovině 20. století byl Josef Beneš. Tyto tendence můžeme najít v jeho dílech Muzeum a výchova nebo Kulturně výchovná činnost muzeí. Vzápětí začal muzejní pedagogiku rozvíjet i pedagog Vladimír Jůva st.
V současné době se problematikou muzejní pedagogiky zabývají Vladimír Jůva ml., Lenka Mrázová a Lucie Jagošová. Ti muzejní pedagogiku v českém prostředí obohatili o první souhrnnou publikaci Muzejní pedagogika: Muzejní a didaktické aspekty muzejní edukace. Dalšími významnými osobnostmi, které přispěly k rozvoji edukačních aktivit muzeí, jsou Alexandra Brabcová, Jan Slavík, Petra Šobáňová nebo Veronika Kolaříková.
V 90. letech 20. století se začala rozvíjet i galerijní pedagogika. Tehdy panovalo přesvědčení, že je to samostatná disciplína. Radek Horáček tvrdil, že muzejní pedagogika cílí na různé vědní obory, zatímco galerijní pedagogika se vymezuje jen na oblast výtvarného umění. V současnosti se galerijní pedagogika považuje za součást muzejní pedagogiky, tento názor vyznává pedagožka Petra Šobáňová.

## Studium muzejní pedagogiky
Muzejní pedagogiku je v České republice možné studovat na některých vysokých školách. Univerzita Palackého v Olomouci provozuje na Katedře výtvarné výchovy navazující magisterský program Edukace v kultuře (dříve Galerijní a muzejní pedagogika). Garantkou programu je Petra Šobáňová. Na Masarykově univerzitě v Brně je muzejní pedagogika součástí navazujícího magisterského programu Muzeologie (druhým pilířem je muzejní výstavnictví). Muzejní pedagogiku tam vyučuje Lucie Jagošová, Monika Frecerová či Veronika Kolaříková, v minulosti také Lenka Mrázová nebo Vladimír Jůva ml.
V oboru se angažuje Metodické centrum muzejní pedagogiky (MCMP) při Moravském zemském muzeu v Brně. MCMP pořádá kurz Muzejní edukátor (dříve Základy muzejní pedagogiky). Kurz splňuje kvalifikační standard podle Národní kvalifikace povolání pro povolání Muzejní edukátor. V minulosti se muzejní pedagogice věnoval i kurz Škola muzejní propedeutiky provozovaný Asociací muzeí a galerií České republiky (AMG ČR).
Profesionalizaci muzejně pedagogické praxe se věnuje Komise pro práci s veřejností a muzejní pedagogiku při AMG ČR, Komora edukátorů Rady galerií ČR, v mezinárodním měřítku pak organizace ICOM-CECA.

## Pracovníci podílející se na edukační činnosti muzea
Mezi pracovníky muzeí, kteří zajišťují edukační činnost v muzejním prostředí, řadíme 4 pozice: dozorce, průvodce, lektor a muzejní pedagog.
Dozorce (dnes se používá spíše pojem kustod) dohlíží na výstavní prostory a měl by být schopen sdělit návštěvníkům základní informace o vystavovaných dílech a autorech děl. Zároveň dbá na bezpečnost exponátů i návštěvníků. Průvodce se věnují práci s konkrétní skupinou návštěvníků, které sdělují předem připravený výklad. Lektor realizuje edukační programy. Edukační programy připravuje muzejní pedagog. Ten hierarchicky stojí nad ostatními zmíněnými pracovníky muzea.
Podle nařízení vlády č. 222/2010 Sb. se pracovníci dělí do 3 kategorií: zřízenec v kulturních institucích, průvodce, edukátor v kultuře.

## Organizační formy muzejní edukace
Muzejní edukace může probíhat v celé řadě forem. Forma by měla odpovídat předem specifikované cílové skupině muzejní edukace, typu a zaměření muzea (jeho sbírkotvorné oblasti) a požadované míře aktivizace účastníků.
Za jednotlivé formy se považuje

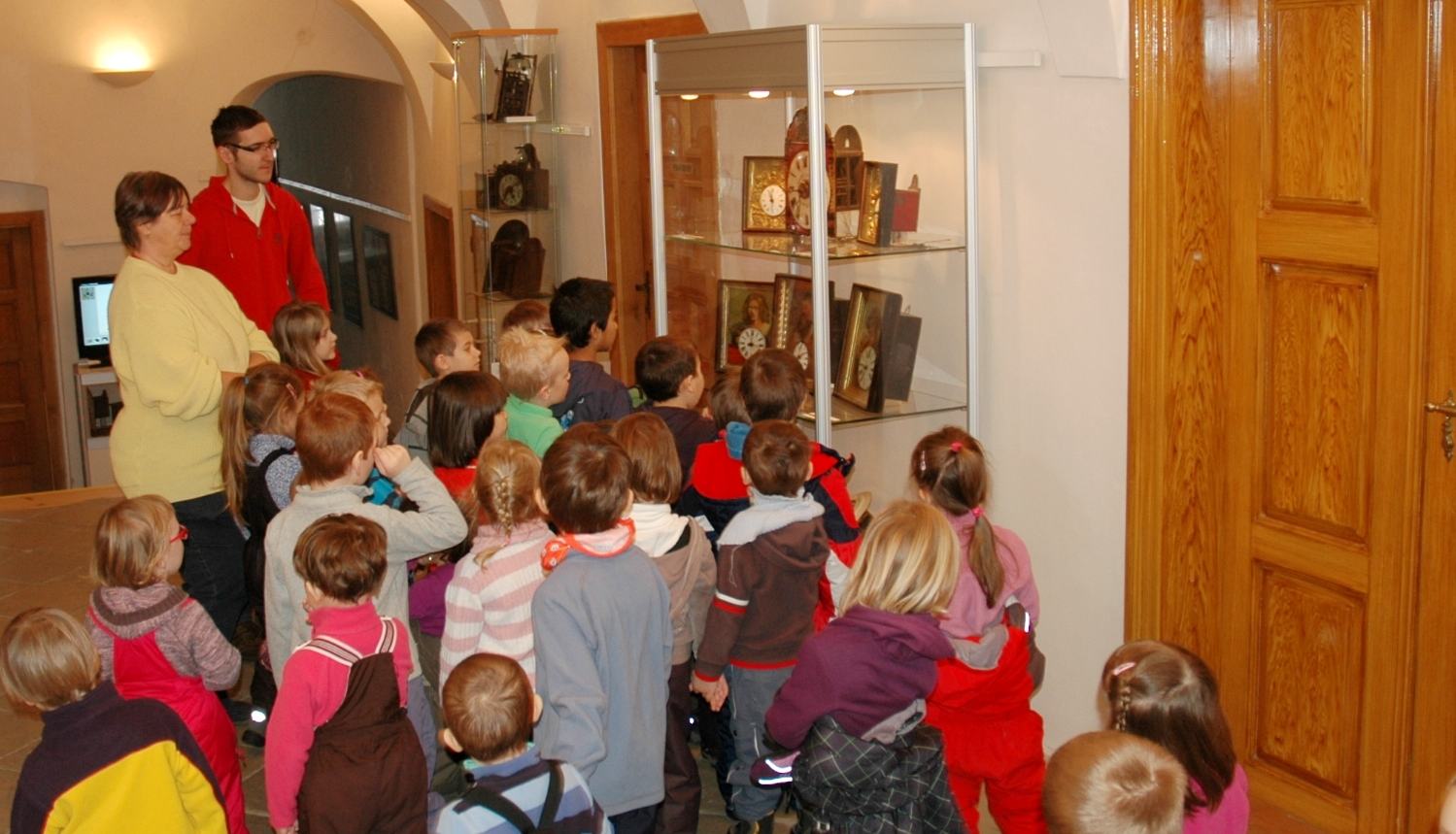
Komentovaná prohlídka výstavy uzpůsobená dětem

- Prohlídka expozice s průvodcem – typická pro kulturní památky, nemá konkrétní cílovou skupinu účastníků, jejich aktivizace je minimální
- Komentovaná prohlídka – vytvořená pro konkrétní cílovou skupinu, tlumočí poznatky o exponátech
- Komentovaná prohlídka doplněná aktivitou – mezistupeň mezi prohlídkou a animací, aktivity jsou prvkem aktivizace účastníků
- Prohlídka expozice s učební pomůckou – bez průvodce/lektora
- Přednáška – velmi typická forma muzejní edukace, vhodná pro návštěvníky s hlubším zájmem o problematiku
- Beseda – na rozdíl od přednášky se počítá se zapojením účastníků
- Kurz/workshop (popř. letní školy) – aktivizující forma zaměřující se i na náročnější (praktické) činnosti
- Animace – oživující činnost vázaná přímo na exponáty, které se snaží přiblížit
- Zvláštní edukační programy – mimořádné akce typu muzejní noc, den otevřených dveří a další doprovodné akce